# Teateråret 1927

## Årets uppsättningar

### Mars
- 6 mars – Walter Serners pjäs Posada oder der grosse Coup im Hotel Ritz har urpremiär vid Neuen Theater am Zoo i Berlin.

### September
- 20 september - Herbert Grevenius pjäs Sonja uruppfördes på Dramaten i Stockholm, den kom att filmas 1943 med regi av Hampe Faustman se Sonja

### Oktober
- 26 oktober - Per Lindberg regidebuterar på Dramaten med Pär Lagerkvists pjäs Tunneln

### Okänt datum
- August Strindbergs pjäs Himmelrikets nycklar eller Sankte Per vandrar på Jorden har urpremiär på Schauspielbuhne i Bad Godesberg [1].
- Franz Arnold och Ernst Bachs pjäs Revyprimadonnan (Die vertagte Nacht) från 1923 har svensk premiär på Folkteatern i Stockholm
- Ben Travers pjäs Thark har urpremiär på Aldwych Theatre i London, den kom att filmas 1933 med regi av Sigurd Wallén se En natt på Smygeholm
- Ralph Benatzkys operett Adjö, Mimi (Adieu, Mimi!) från 1926 har svensk premiär på Vasateatern i Stockholm
- Margaret Mayo och Aubrey M. Kennedys pjäs Seeing Things/Scared Cats (Skrämda kattor) har svensk premiär på Djurgårdsteatern i Stockholm
- Walter Hasenclevers pjäs En bättre herre från 1926 översätts och regisseras av Gösta Cederlund på Helsingborgs stadsteater med scenografi av Einar Hjort

## Födda
- 17 oktober – Axel Düberg, svensk skådespelare.

## Avlidna
- 27 februari – Roi Cooper Megrue, 44, amerikansk dramatiker.